# Corynabutilon
Corynabutilon es un género con once especies perteneciente a la familia  Malvaceae. Es originario de Sudamérica. 

## Taxonomía
El género fue descrito por (Karl Moritz Schumann) como una sección de Abutilon y reconocido por Thomas Henry Kearney; quien lo publica en Leaflets of Western Botany 5(12): 189, en el año 1949.

## Especies
| - Corynabutilon bicolor - Corynabutilon ceratocarpum - Corynabutilon hirsutum - Corynabutilon ochsenii | - Corynabutilon salicifolium - Corynabutilon ×suntense - Corynabutilon viride - Corynabutilon vitifolium |